# Blutjunge Verführerinnen
Blutjunge Verführerinnen ist ein deutsch-schweizerischer Sexploitationfilm aus dem Jahr 1971.

## Handlung
Bei der Redaktionssitzung einer Illustrierten namens Constanze wird neuer Stoff gesucht, nachdem die erfolgreiche Reportageserie Intimreport über Grüne Witwen demnächst endet. Man entscheidet sich, von blutjungen Verführerinnen, die teilweise gerade mal 14 Jahre alt sind, zu erzählen. Jeder der anwesenden Redakteure schlägt eine Story vor, die mit viel Off-Kommentaren unmittelbar visualisiert wird. Den Verführerinnen fallen Fußballprofis ebenso zum Opfer wie Jurastudenten, Aktfotografen, Autofahrer (an die sie von Tankstellenpächtern vermietet werden) und Jogger. Die Schülerin Ilse scheitert an der Standhaftigkeit ihres Deutschlehrers, bringt ihn dann aber vor Gericht um sein Ansehen und um seinen Beruf. Susanne schließlich verführt ihre lesbische Klavierlehrerin, um nicht mehr proben zu müssen.

## Produktion und juristisches Nachspiel
Mit Blutjunge Verführerinnen wollte Erwin C. Dietrich an die erfolgreiche Schulmädchen-Report-Serie von Wolf C. Hartwig anknüpfen. So fand sich in deren Art auf dem deutschen Plakatmotiv der Zusatz: Was Eltern wissen müssen. Als erste Produktionsfirma fungierte die Avco Film, Dietrichs Berliner Tonstudio.
Die Handlung basiert laut Vorspann auf einer gleichnamigen Artikelserie in der Illustrierten Wochenend. Uraufführung war am 30. Juli 1971. Der erfolgreiche Film, dem 1972 noch ein zweiter und ein dritter Teil folgten, stieß in der Schweiz auf den Widerstand der Organisation pro Veritate und des Bundesanwaltes Hans Walder. Am 24. Januar 1972 wurde er im Kino Etoile in Zürich-Niederdorf für verboten erklärt und beschlagnahmt. Dietrich entfernte unter Aufsicht in der Nacht die beanstandeten Stellen und brachte den Film schon am nächsten Tag mit der Annonce „Wir sind wieder da!“ erneut ins Kino. Alleine in der Schweiz zählte Blutjunge Verführerinnen 500.000 Kinobesucher.
Am 18. August 1973 stand im Tages-Anzeiger, dass das Bundesgericht die Beschwerde der Bundesanwaltschaft geschützt habe. Es stehe objektiv fest, dass der in Frage kommende Film sich in aufreizenden und Abscheu und Widerwillen erregenden Darstellungen erschöpfe. Am 11. Oktober 1974 wurde Dietrich vom Bundesgericht „wegen unzüchtiger Veröffentlichungen“ belangt. Die einzelnen Filme enthielten eine ganze Reihe von Anstoß erregenden Szenen, die „gesamthaft gesehen eine schwere Verletzung des sexuellen Schamgefühls“ seien. Dietrich suchte das Gespräch mit den Mitgliedern von pro Veritate, was aber wenig ergiebig blieb.
In der Bundesrepublik Deutschland hatte der Film etwa 2,5 Millionen Besucher.

## Kritiken
Das Lexikon des internationalen Films bezeichnet die Produktion als „billigen Sexfilm, der auf den Erfolg der Report-Welle spekuliert.“